# سیارک ۱۷۶

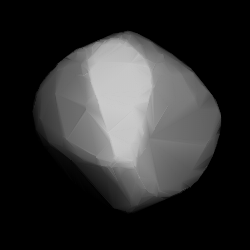
مدل سه‌بُعدی سیارک ۱۷۶ بر اساس منحنی نور آن

سیارک ۱۷۶ (به انگلیسی: 176 Iduna) صد و هفتاد و ششمین سیارک کشف شده‌است که در ۱۴ اکتبر ۱۸۷۷ کشف شد.
قدر مطلق سیارک برابر ۷٫۹۰ است.